# Kollafjörður (Breiðafjörður)
Kollafjörður (in lingua islandese: Fiordo di Kolli) è un fiordo situato nel settore nordoccidentale dell'Islanda.

## Descrizione
Kollafjörður è uno dei fiordi della regione dei Vestfirðir. È una diramazione della sponda settentrionale del vasto Breiðafjörður.
È situato a ovest del Gufufjörður e ad est del Kvígindisfjörður. Il fiordo è largo 3 km e penetra per circa 14 km nell'entroterra.

## Denominazione
In Islanda ci sono altri due fiordi chiamati Kollafjörður: Kollafjörður (Strandasýsla), situato nella parte orientale della regione dei Vestfirðir, i fiordi occidentali, e Kollafjörður (Faxaflói), nel sud-ovest dell'Islanda nella regione della capitale Reykjavík.

## Vie di comunicazione
La strada S60 Vestfjarðavegur corre lungo la sponda occidentale del Kollafjörður. All'interno del fiordo la strada F66 sale sull'altopiano del Kollafjarðarheiði e prosegue verso nord fino al fiordo Ísafjörður. Nel tratto iniziale segue la valle del fume Fjarðarhólmsá.